# Laughlin River Run Riot
Der Laughlin River Run Riot, auch River Run Riot genannt, war eine Auseinandersetzung zwischen den Hells Angels und dem Mongols MC im Umfeld des Laughlin River Runs in Nevada. Im Casino und Hotel Harrah’s Laughlin kam es in der Nacht vom 26. auf den 27. April 2002 zu einer Auseinandersetzung zwischen den beiden Motorradclubs, bei dem es zu drei Toten und zahlreichen Verletzten kam.

## Tathergang
Der Laughlin River Run ist eine Großveranstaltung der Bikerszene in Laughlin. Das seit 1983 jährlich abgehaltene Treffen hat eine hohe Teilnehmerzahl, 2005 kamen beispielsweise 70.000 Besucher. Neben der Sturgis Motorcycle Rally und der Daytona Beach Bike Week handelt es sich dabei um das größte Event der US-amerikanischen Bikerszene. Der Event lockt auch viele Mitglieder der Outlaw Motorcycle Gangs an. 2002 nahmen sowohl die Mongols als auch die Hells Angels an der Veranstaltung teil. Vier Tage verliefen weitestgehend friedlich. Die beiden Gangs waren getrennt voneinander untergebracht. Während die Mongols in Harrah’s Laughlin untergebracht waren, residierten die Hells Angels im weiter entfernten Flamingo. Als die Mongols ihre Zimmer bezogen, bemerkten sie mehrere Mitglieder der Hells Angels und es kam zu verbalen Beschimpfungen. Zunächst blieb es jedoch friedlich.
Später in der Nacht kamen weitere Hells Angels im Casino des Hotels an und besetzten die Bar. Anschließend kam ein Trupp weiterer Hells Angels in das Gebäude, offensichtlich bewaffnet und unter Drogeneinfluss. Die gegenseitigen Provokationen erreichen ihren Höhepunkt, als ein Hells Angel einen Mongol trat. Es entstand eine Massenschlägerei, bei der später auch Schusswaffen eingesetzt wurden. Als die Polizei Präsenz zeigte, flohen die Rocker aus dem Casino. Nach der Schlägerei wurden der Mongol Anthony Barrera erstochen und die beiden Hells Angels Jeramine Bell und Robert Tumely erschossen aufgefunden. Mindestens zehn Rocker wurden mit zum Teil schweren Verletzungen ins Krankenhaus eingeliefert.
Die Polizei stellte später 107 Messer, vierzehn Schusswaffen und mehrere weitere waffenähnliche Gegenstände sicher. In der gleichen Nacht wurde ein weiterer Hells Angel auf der Interstate 40 erschossen, ein anderer wurde in Arizona tot aufgefunden. Beide Fälle wurden nie aufgeklärt, aber auf Grund der zeitlichen Nähe meist im Zusammenhang mit dem River Run Riot genannt.

## Der Prozess
Obwohl die Polizei die Überwachungsvideos des Casinos sicherstellen konnte und das Material auch in verschiedenen Fernsehsendungen ausgestrahlt wurde, zog sich der Prozess über mehrere Jahre. Insgesamt wurden je sechs Mitglieder beider Clubs angeklagt und zu relativ geringen Haftstrafen verurteilt. Die sechs Hells Angels legten Teilgeständnisse ab und wurden mit je 30 Monaten Haft bestraft. Ein Mongol gestand die Todesschüsse in einer Notwehr-Situation abgegeben zu haben und wurde zu 18 bis 45 Monaten Haft verurteilt. Die restlichen Mongols erhielten Freiheitsstrafen zwischen zweieinhalb und fünf Jahren.